# Nobukazu Takemura
Nobukazu Takemura, anche noto con gli alias Child's View e DJ Takemura (Osaka, 26 agosto 1968), è un musicista giapponese.
Il suo stile musicale concilia glitch, techno e minimalismo "estrapolando gli ambienti digitali da frammenti di rumore e accenni di melodia". Il suo album Child & Magic del 1997 è stato il primo a conciliare minimalismo e musica dance. Ha anche pubblicato musica dai toni più accessibili con l'alias Child View ed è stato membro dei gruppi Audio Sports e Spiritual Vibes.

## Discografia parziale
- 1993 – Child's View
- 1997 – Child & Magic
- 1999 – Scope
- 1999 – Milano: For Issey Miyake Men By Naoki Takizawa
- 1999 – Finale: For Issey Miyake Men By Naoki Takizawa
- 2000 – Sign
- 2002 – 10th
- 2001 – Turntables and Computers
- 2003 - Assembler 2
- 2003 - Etude
- 2007 - 	Kobito No Kuni (Unreleased Tracks up to 1999)
- 2014 - Zeitraum
- 2015 - Einheit